# دختران جنگ
دختران جنگ (لهستانی: Wojenne dziewczyny) یک مجموعه تلویزیونی درام هیجان‌انگیز لهستانی دربارهٔ جنگ جهانی دوم است که در سال ۲۰۱۷ منتشر شد. این سریال در شهرهای ووچ، لوبلین، کارچف و بیلسکو بیاوا تصویربرداری شد.

## گزیدهٔ بازیگران
- مارتا مازورک
- دانوتا استنکا
- یوزف پاووفسکی
- یوآنا بالاش
- ونسا الکساندر
- یوویتا بودنیک
- توماش شیمشاینر
- توماش وئوسوک
- ووکاش لواندوفسکی
- هالینا روویتسکا
- پشمیسواف استیپا
- الکساندرا پیسولا
- کشیشتف شچپانیاک
- ماگدالنا اسمالارا
- میخاو چرنتسکی
- اریک کولم
- مارک گیرشاو
- آگنیشکا وُسینسکا
- میه‌چیسواف مورانسکی
- الکساندرا یوستا
- ووکاش گارلیتسکی
- ماریوش یاکوس
- آلدونا یانکوفسکا
- سزاری ووکاشویچ
- یوستینا دوتسکا
- داریوش بیسکوپسکی
- لئون خارِویچ
- کاتاژینا گاوُنزکا
- آرتور یانوشاک
- یاتسک کناپ
- زوفیا دومالیک
- امیلیا کومارنیتسکا-کلینسترا
- آگنیشکا چکاینسکا
- والدمار بواشچیک
- داگنی میکوش
- الکساندر میلیچویچ